# Macracanthopyga verganiana
Macracanthopyga verganiana är en insektsart som beskrevs av Lizer y Trelles 1955. Macracanthopyga verganiana ingår i släktet Macracanthopyga och familjen filtsköldlöss. Inga underarter finns listade i Catalogue of Life.